# William Dresbach
William Dresbach est un riche homme d'affaires californien du XIXe siècle, actif dans les chemins de fer, le négoce du blé et l'immobilier, qui fut président du San Francisco Produce Exchange et organisateur du Corner d'Hutchinson sur le blé en 1887-1888 à Chicago.

## Biographie
William Dresbach est le fils d'immigrants allemands venus de Prusse et a été maître de poste du village de Tremont, dans le comté de Solano, dans l'État de Californie, où il arrondit ses revenus par le négoce des céréales.
Dresbach apprend par son compatriote Isaac Friedlander, surnommé le "roi du blé de San Francisco", qu'un chemin de fer doit arriver dans la petite ville de Davisville, fondée dans les années 1850 dans l'État de Californie. Friedlander lui demande d'être son agent pour le comté de Yolo, en créant un entrepôt à Davisville. En 1868, William Dresbach s'installe dans une maison de la compagnie ferroviaire dans cette ville et tente d'y être aussi maître de poste mais il est licencié par l'administration des postes.
Il n'en devient pas moins l'homme le plus riche de Davisville, grâce à ses investissements dans le négoce du blé et l'immobilier. Il détient aussi un hôtel et un saloon, ainsi qu'une grande demeure, la "Dresbach-Hunt-Boyer Mansion", bâtie entre 1871 et 1875. Il épouse Isabella Pearce dans le comté de Yolo le 10 mai 1870.
En 1877, Dresbach quitte Davisville pour San Francisco, où il devient négociant, courtier puis président du San Francisco Produce Exchange, un marché à terme, fondé en 1867. Dix ans après son arrivée, il est à la tête des spéculateurs qui tentent sur le marché du blé  un corner sur le marché à terme de Chicago. Les paris de ces spéculateurs sont simples et vont durer jusqu'en 1888 : les tensions liées à l'affaire Schnæbelé vont permettre au général Georges Boulanger de prendre le pouvoir et lancer une guerre franco-allemande, avec pour conséquence une pénurie de blé en Europe, là où cette céréale est déjà moins abondante que prévu.
L'un des spéculateurs est la Banque du Nevada, fondée peu avant à San Francisco par John William Mackay, financier qui a fait fortune à la Bourse de San Francisco en découvrant en 1868 le "Big Bonanzza" du Comstock Lode à Virginia City, le plus important gisement d'argent-métal de l'histoire des États-Unis. John William Mackay est un ami proche de l'éditeur de presse James Gordon Bennett senior, gendre du fondateur de l'agence Reuters et qui a lancé le 4 octobre 1887 l’édition européenne du journal New York Herald à Paris avant de s'y installer. La rumeur veut que Le Matin (France) et le New York Herald, deux journaux proches, fassent le lit du Georges Boulanger, mais ne repose sur aucun fondement. 
En avril 1887, il est contacté par George W. Brander, vice-président de la Banque du Nevada, pour participer à l'opération, en coordination avec John Rosenfeld, de la "Nevada Warehouse and Dock Company" à Port Costa, en Californie, où sont entreposés des stocks de blé, avec les financements habituels de la Banque du Nevada, qui est propriétaire de ces entrepôts.
Les achats massifs de blé commencent dès avril 1887. George W. Brander profite du fait qu'un des actionnaires principaux de la banque, John William Mackay est en voyage en Europe depuis avril et que l'autre est gravement malade. Les cours du blé montent à 2,17 dollars par boisseau, puis plongent à 1,35 dollar par boisseau.
Entre-temps, le 19 août, le New York Tribune de Jay Gould affirme, sous le gros titre de première page "A California Wheat Deal", que les spéculateurs auraient perdu 6 à 8 millions de dollars. Le 27 août, l'Associated Press révèle que John Rosenfeld, de la "Nevada Warehouse and Dock Company" à Port Costa, en Californie et William Dresbach, ne peuvent honorer leurs engagements sur le blé, les contrats acheteurs étant trop importants. 
Les actionnaires de la Banque du Nevada perdront dans l'affaire 12 millions de dollars, car ils ont pris le contrôle de 56 cargos de blé à des prix trop élevés.